# Texel
Texel sziget és egyben alapfokú közigazgatási egység, tehát község Hollandiában, Észak-Holland tartományban. A legnagyobb és leglakottabb a Fríz-szigetek szigetei közül a Watt-tengeren, és egyben a szigetvilág legnyugatibb tagja. Legközelebb hozzá Vlieland esik.
A Texel név fríz eredetű, de ma már az x-et inkább dupla s-nek ejtik a helyi nyelvjárás szerint. 

## Történelme
A korai középkorban és előtte Texel és Wieringen nagyobb lehetett, és volt közöttük szárazföldi kapcsolat. A 13. században rabokat tartottak rajta.
Texel az egyetlen hely, ahol lóháton győztek le egy flottát. 1795-ben, miután a franciák elfoglalták Hollandiát, a szárazföldi hadseregük megtudta, hogy a hatalmas holland flotta belefagyott a jégbe, Texel körül. Louis Joseph Lahure 128 emberével odalovagolt, és azt követelte, hogy adják meg magukat. Lövés nem dördült el, a hollandok megadták magukat.

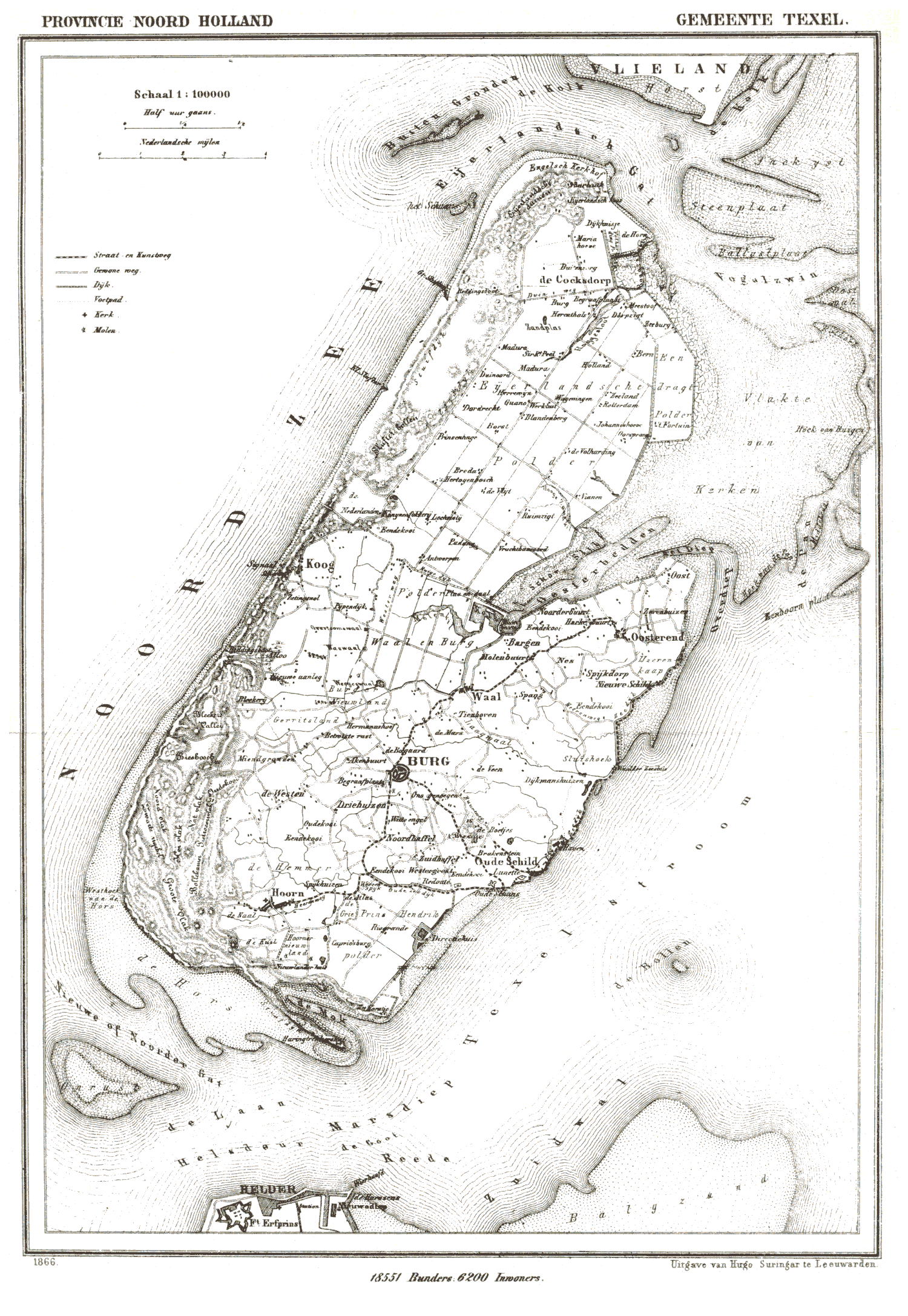
Texel 1866-ban

Az amerikai függetlenségi háború idején a USS Bonhomme Richard hadihajó keresett menedéket a sziget kikötőjében, mielőtt elsüllyesztették volna Nagy-Britannia keleti partvidékénél. Később John Paul Jones skót származású tengerész hajózott oda, miután legyőzte a brit HMS Serapist, hogy javításokat végezzen el a hajóján. Ez még viharosabbá tette a brit-holland viszonyt.
A második világháború idején a németek megszállták a szigetet. A fizikailag erős embereket deportálták Assenbe, a szigeten pedig rengeteg bunkert építettek. Amikor már a háború a vége felé járt, a német hadsereg pár zászlóaljat telepített a szigetre, közöttük grúz zászlóaljakat is. Ezek a zászlóaljak a Keleti fronton összeszedett rabokból álltak. Míg máshol az orosz foglyok a fogolytáborokban sokszor éhen haltak, a grúzokkal a németek relatíve jól bántak, mert úgy gondolták, hogy ezzel a maguk oldalára állíthatják őket. A grúzok azonban attól tartottak, hogy soha többé nem térhetnek haza, ezért 1945. április 5-én és április 6-án megölték a németeket, akikkel közös volt a szállásuk. Még így sem foglalhattak el azonban két nagyobb német nehéztüzérségi üteget, amiknek a legénysége csak német katonákból állt. Ezek magasabban helyezkedtek el Vlieland és Den Helder dűnéin, és elkezdtek lőni a grúzokra április 6-án. Csak Den Burgból több ezer gránátot lőttek ki. Természetesen a németek erősítést küldtek, hogy leverjék a lázadást. Az erősítés ellenére is több, mint öt hétig tartott leverniük a 800 fellázadt grúz katonát. A végső harcok a világítótorony körül zajlottak. A harcokban 565 grúz, 120 texeli civil és nagyjából 800 német katona vesztette életét, bár más források szerint 2000 német esett el. Texelen rengeteg kár esett, például több tucat farm égett le. Mivel a helyiek sokszor támogatták a grúzokat, a németek rajtuk álltak bosszút.

## Földrajza

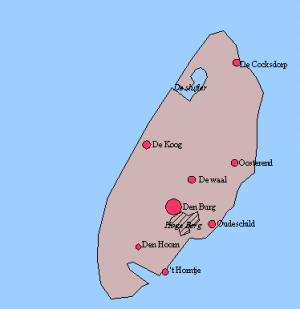
Texel és a falui

A szigeten hét nagyobb falu található, valamint apróbb községek. 1415-ben várossá nyilvánították. Ez azt jelentette, hogy a települést birtokoló nemes kiváltságokat biztosított a településnek.
A sziget eredetileg két részből állt, azonban turzások összekötötték őket. A 17. században aztán végleg eggyé váltak a polder elgátolásával. Ma Texel a legnagyobb természetes gát az Északi-tenger és a Watt-tenger között. A szigetvilág dűnékkel borított tája különleges élőhelyet biztosít a vadvilág számára. Texel egyik nevezetessége a vadvilág, különösen télen, amikor a ludak fészket raknak.

## Közlekedés
A szigeten a legkönnyebben kerékpárral lehet közlekedni, mert fejlett a sziget kerékpárút-hálózata, összesen 135 kilométer. Autóval is busszal is lehet közlekedni, ám nem mindegyik településen található benzinkút. A Texaco benzinkúton LPG üzemelésű autók is juthatnak üzemanyaghoz, ami azonban csak szombaton kapható, délelőtt 8 és délután 4 között. A szigetre többnyire komppal kelnek át, de megközelíthető repülőgéppel is. A szigeten található a Texel Nemzetközi Repülőtér, ahol főként sportrepülőgépek landolnak, de kisebb utasszállítók is szoktak leszállni, mint például a Cessna Cition II. A repteret magán és kereskedelmi célokra is használják. Két, fű borítású kifutópályával rendelkezik.

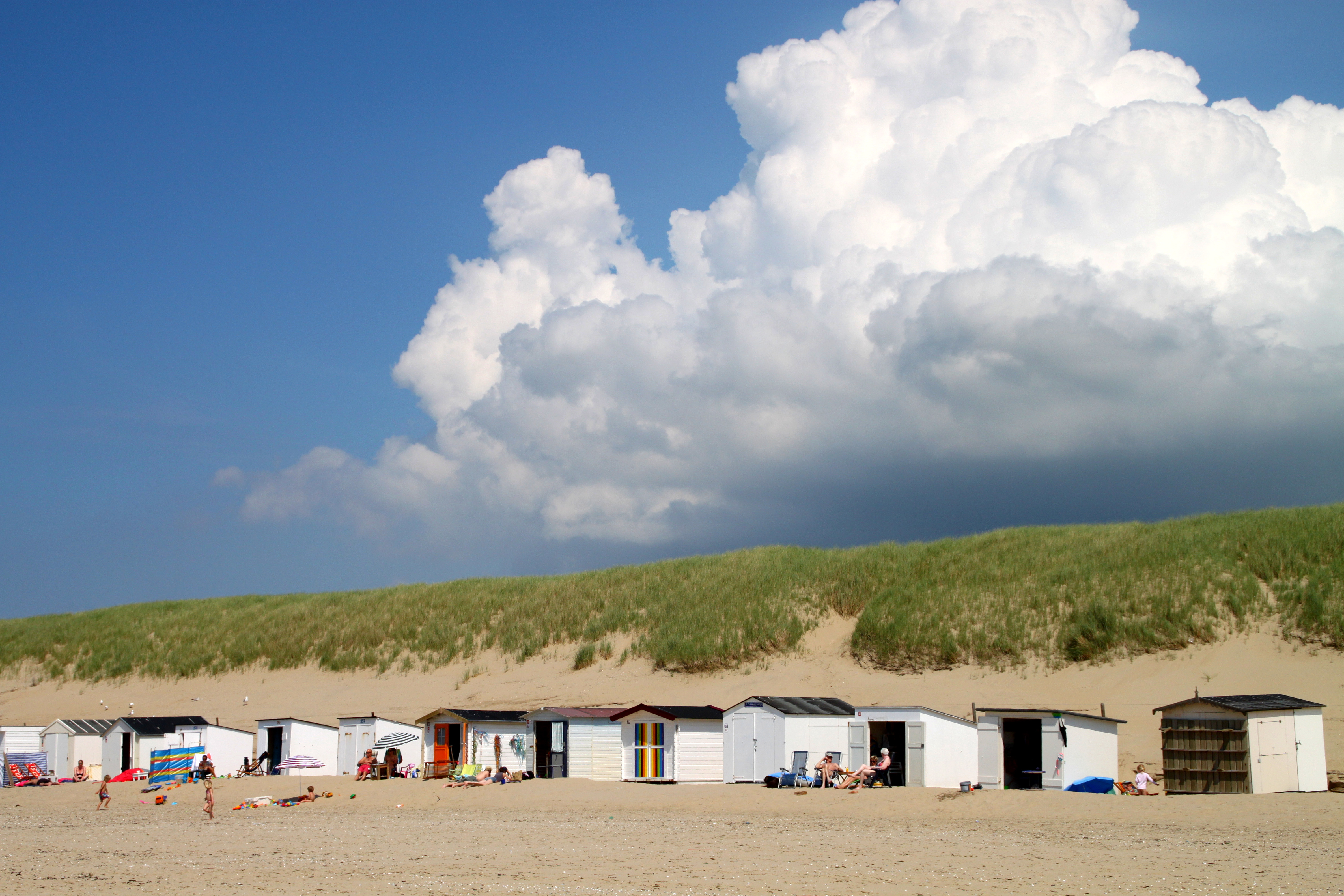
Strand a szigeten

## Turizmus
A turizmus számottevő bevételi forrása a szigetnek. A lakosság munkájának közel 70%-a kapcsolódik valamilyen formában a turizmushoz. Az északon élő hollandokra jellemzően itt is sokan beszélnek angolul, bár az éttermek étlapjai többnyire hollandul, esetleg németül íródtak. A turista információs dolgozók általában segítőkészek. A sziget egyik legnépszerűbb látványossága, és egyben a szimbóluma a sziget északi csücskében található vörös színű világítótorony.

## Önkormányzat
A helyi tanács 15 főből áll.

## Természet

### Texeli Dűne Nemzeti Park[4]

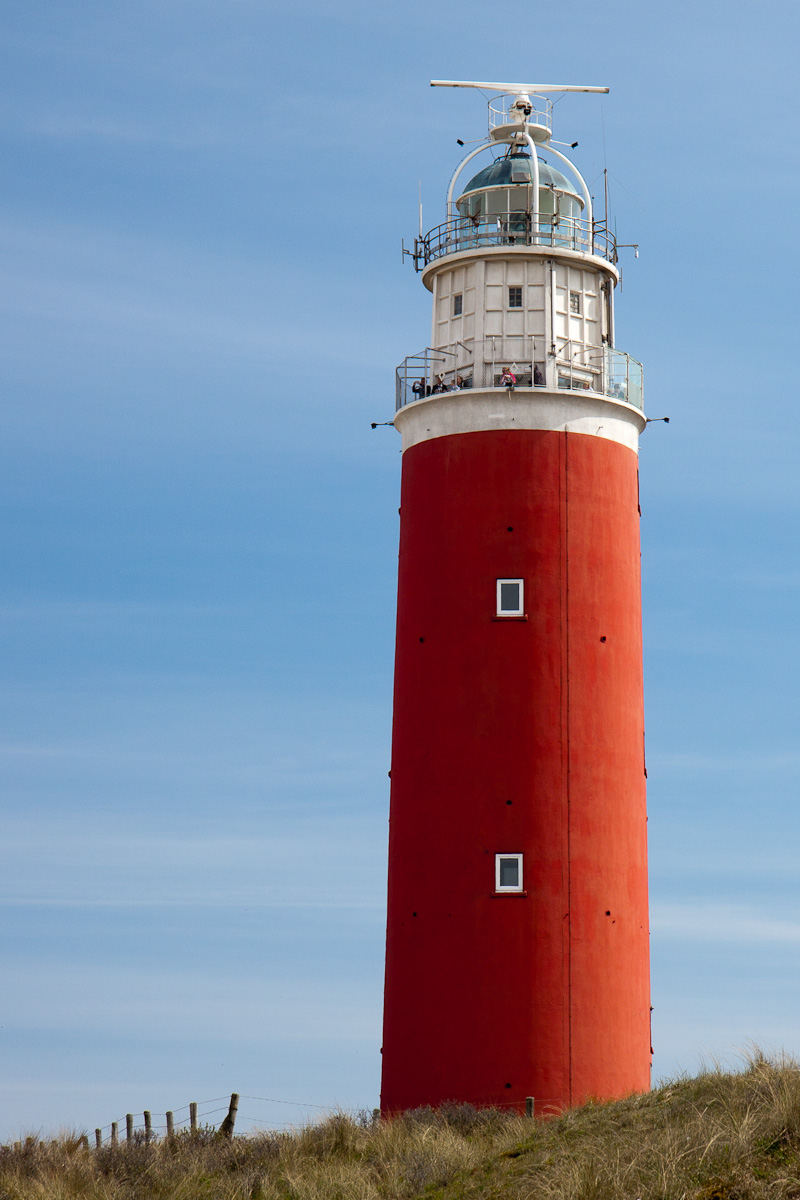
Világítótorony

A nemzeti parkok általában nagy területre terjednek ki, sok természeti értékkel. Texel dűnéi teljesen megfelelnek ezeknek a kritériumoknak. Rengeteg Orchideae nő a szigeten, néha az utak mentén is feltűnnek. Elsőként a lila színű kezd virágzani júniusban. Ez azért különleges, mert Hollandia más részein alig találni belőlük, míg itt bőségesen nőnek.
Texelt a madarak szigeteként is lehetne nevezni. Évente nagyjából 80 madárfaj költ a szigeten, például a kanalasgém és a kis csér. Ennek az oka a sziget északnyugat-európai elhelyezkedése. A legtöbb madár nem a tenger felett repül, hanem a partvonalat követi, ameddig csak lehetséges. Egyes fajok egész évben a szigeten élnek, mások csak fészkelni járnak a szigetre. Évente körülbelül tízezer madár fészkel itt. Mivel a sziget eléggé izolált, ezért emlősöket nem nagyon találni a szigeten, csak nyulakat, hermelineket, patkányokat, denevéreket és pár egérfajt.

### Holland Erdészeti Bizottság
A dűnéken kívül pár ezer hektárnyi erdőterületet tartanak karban. A természeti értékek megóvása mellett túrautakat, bicikliutakat, pihenőhelyeket és más dolgokat építenek ki és tartanak karban. A dűnei bicikliutak nagyja ingyenesen elérhető, az erdőbeliek mind. A kutyákat nem szabad elengedni a túrautak közeléből. Az erdészek néha szerveznek vezetett kirándulásokat, ezek nagyjából két óráig tartanak.

## A texeli birka

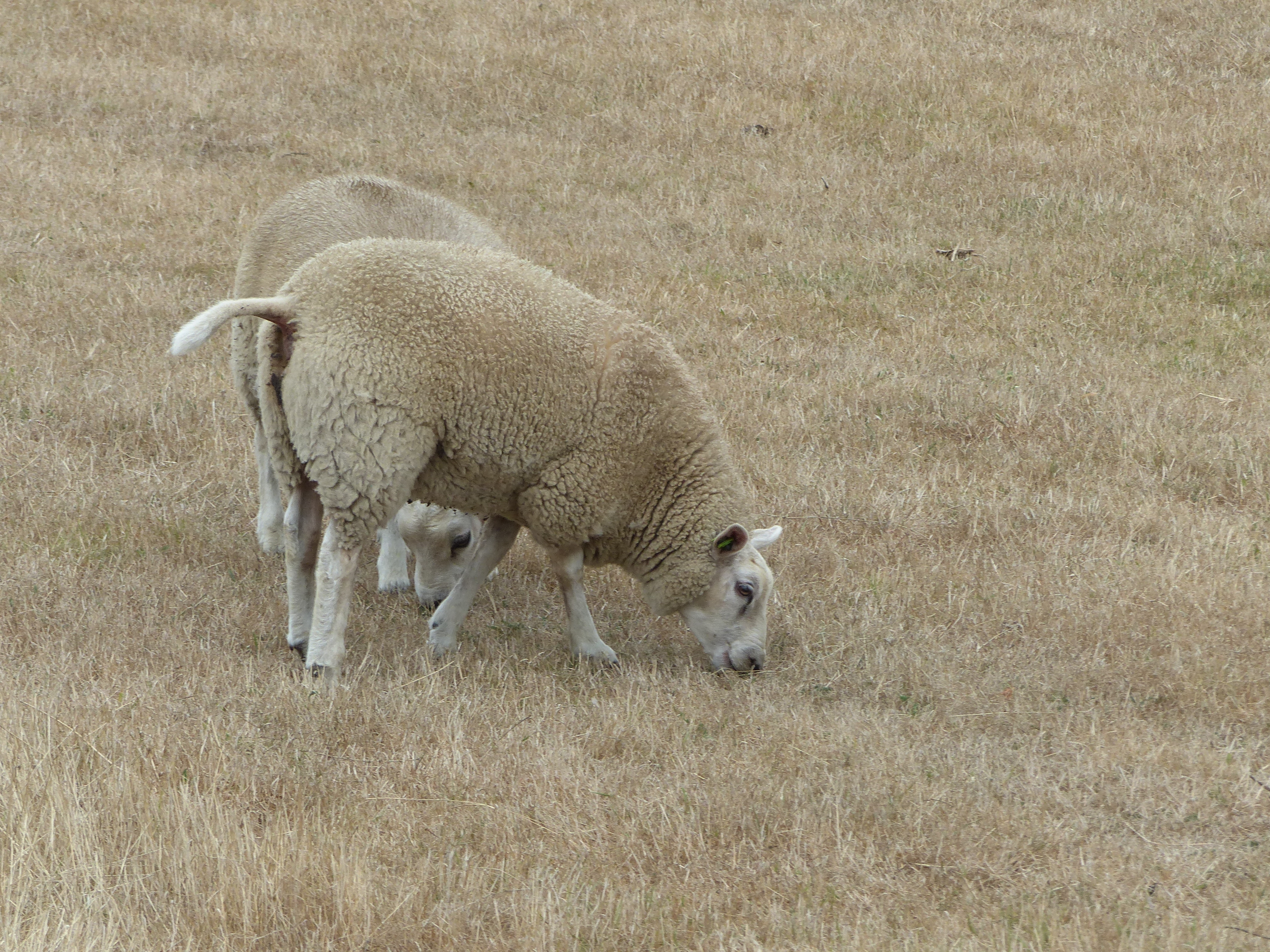
Texeli birka

Amellett, hogy a Texel név a szigetet és egy települését takarja, egy birkafajtára is utal, amit ott tenyésztettek ki. A pontos eredete ismeretlen. Ma a húsáért tartják az Amerikai Egyesült Államokban, Új-Zélandon, Ausztráliában, Uruguayban és az Európai Unióban. A holland állomány közel 70%-át ez a fajta teszi ki. Az állat fején és a lábán nincs gyapjú. A patájuk fekete.

## Fordítás
Ez a szócikk részben vagy egészben  a   Texel című angol Wikipédia-szócikk fordításán alapul.  Az eredeti cikk szerkesztőit annak laptörténete sorolja fel. Ez a jelzés csupán a megfogalmazás eredetét és a szerzői jogokat jelzi, nem szolgál a cikkben szereplő információk forrásmegjelöléseként.